# 돌고래... 안녕
돌고래... 안녕(Goodbye - Dolphin)은 한국에서 제작된 권지혜 감독의 2004년 드라마, 가족 영화이다. 이대연 등이 주연으로 출연하였다.

## 출연

### 주연
- 이대연
- 홍예은

## 제작진
- 조명: 장서희
- 음향: 김수연
- 붐어시스턴트: 이은주
- 미술: 백민정